# That Certain Smile
That Certain Smile is een nummer van de Britse muzikant Midge Ure. Het is de tweede single van zijn eerste soloalbum The Gift.
Hoewel het de opvolger was van de hit If I Was bleef het succes van "That Certain Smile" echter beperkt tot de Britse eilanden en Duitsland. Het nummer bereikte een bescheiden 28e positie in het Verenigd Koninkrijk. In het Nederlandse taalgebied bereikte de plaat de hitparade niet.